# 애슐리 핑크
애슐리 핑크(Ashley Fink, 1986년 11월 20일 ~ )는 미국의 배우이다.

## 출연 작품
- 글리: 더 3D 콘서트 무비 (2011)
- 올 어바웃 이블 (2010)
- 유 어게인 (2010)
- 글리 시즌1 (2009)
- 팻 걸스 (2006)